# Лагідна (фільм, 1960)
Про однойменний фільм див. Лагідна (фільм, 2017)
«Лагідна» (рос. «Кроткая») — радянський чорно-білий художній фільм, поставлений на кіностудії «Ленфільм» в 1960 році режисером Олександром Борисовим за однойменною повістю Ф . М. Достоєвського. Прем'єра фільму в СРСР відбулася 12 жовтня 1960 року.

## Сюжет
Від безгрошів'я дівчина-безприданниця виходить заміж за лихваря. Та згодом дізнається про минуле чоловіка: про те, за яких обставин він пішов з полку. Лагідна жінка намагається збунтуватися проти життя зі зневажуваним нею чоловіком.

## У ролях
- Ія Саввіна — Лагідна
- Андрій Попов — лихвар
- Віра Кузнецова — Ликера
- Пантелеймон Кримов — Юхимович
- Зінаїда Дорогова — епізод
- Павло Суханов — купець
- Ольга Семенова — епізод
- Олександра Йожкіна — тітонька
- Олександр Густавсон — офіцер
- Микола Крюков — полковник
- Георгій Куровський — офіцер
- Сергій Полежаєв — епізод
- Адольф Шестаков — епізод

## Знімальна група
- Автор сценарію:  Олександр Борисов,  Акіба Гольбурт
- Режисер-постановник —  Олександр Борисов
- Головний оператор —  Дмитро Месхієв
- Художники —  Белла Маневич,  Георгій Карпачова
- Режисер —  Лев Махтін
- Композитор —  Люциан Пригожин
- Звукооператор —  Семен Шумячер